# Druktechniek
Drukken of grafische teckniek is een vermenigvuldigingsprocedé waar, voor het weergeven van het onderwerp, drukinkt wordt overgebracht op een te bedrukken materiaal met behulp van een drukvorm en een drukkracht. De druktechniek wordt onder andere gebruikt in de boekdrukkunst voor het vermenigvuldigen van geschriften. In Europa maakte de boekdrukkunst haar intrede in de vijftiende eeuw. Het Book of St. Albans, eigenlijk The Bokys of Haukyng and Huntyng; and also of coot-armuris geheten, een Engelse uitgave uit 1486, is voor zover bekend het eerste boek in kleurendruk.
Een eenvoudige vorm van drukken is "stempelen". De huidige drukker gebruikt tegenwoordig geen handstempel meer, maar een ingewikkelde drukmachine.
Er zijn vier klassieke druktechnieken naargelang de aard van het drukwerk waarbij het onderscheid wordt gemaakt naar de drukvorm waar de inkt op wordt aangebracht:
- Hoogdruk of boekdruk (bijvoorbeeld: flexodruk, houtsnede, houtgravure, linosnede en stempeltechniek)
- Vlakdruk of offset (bijvoorbeeld: steendruk of lithografie als oervorm)
- Diepdruk (bijvoorbeeld: etsen)
- Doordruk (bijvoorbeeld: zeefdruk, stencilen)

In het laatste kwart van de twintigste eeuw is het digitaal printen of drukken ontstaan. Offset heeft tegenwoordig hoogdruk vrijwel geheel vervangen. Offset is tegenwoordig geheel afhankelijk van digitale technieken geworden. Hoogdruk, lithografie en diepdruk worden nog gebruikt voor speciale bibliofiele uitgaves en in de zogenaamde (grafische) beeldende kunst.

## Definities
- Drukinkt: een al dan niet pasta-achtige massa die pigment bevat, om het onderwerp in zwart of in kleur weer te geven.
- Drukkracht: de kracht die geleverd moet worden om de drukvorm over te dragen op het te bedrukken voorwerp.
- Drukvorm: het voorwerp dat gebruikt wordt om het beeld te vermenigvuldigen
- Onderwerp: dit kan zijn, een tekst, een foto, lijnen, een tekening.
- Te bedrukken materiaal: veel papier of karton; dikwijls ook blik, glas, textiel of andere.
- Vermenigvuldigingsprocedé: manier om een onderwerp veelvuldig weer te geven.

## Hoogdruk
Hoogdruk is de oudste vorm van drukken.
Bij hoogdruk of boekdruk zijn op de drukvorm de delen die de afdruk moeten vormen verhoogd aangebracht. In het begin werd hiervoor hout gebruikt. De delen die niet mochten drukken werden weggesneden zodat alleen het drukbeeld overbleef. Later werd voor de drukvorm een loodlegering gebruikt. De drukvorm bestond toen uit losse (loden) letters en clichés. De laatste techniek met behulp van de loden vorm wordt nog wel ambachtelijk gebruikt. De huidige materialen zijn kunststof, metaal of rubber. De beeldvorm is in spiegelbeeld.
De tekst in het zetsel is na enige oefening gemakkelijk te lezen, in de normale lees-richting, wanneer de tekst wordt omgedraaid, te beginnen bij de "onderste" regel. Dit was de manier waarop een handzetter zijn regel controleerde in de zethaak, voor hij aan de volgende regel begon. De afdruk op het te bedrukken materiaal is vanzelfsprekend normaal leesbaar.
Hoogdruk wordt soms nog wel toegepast voor drukwerken van kleine oplagen, met name voor het zogenaamde smoutwerk, zoals visitekaartjes, familie-drukwerk in het algemeen, enveloppen, formulieren en dergelijke. Ook dit loopt in de commerciële drukkerij sterk terug. Enkel oudere personeelsleden zijn er nog in opgeleid, en computer gestuurde printers leveren een redelijke kwaliteit, waar de klant ondertussen aan gewend is geraakt. Bovendien voldoen oude drukpersen veelal niet aan de huidige normen en voorschriften voor veiligheid. En de kosten om deze machines aan te passen kunnen nauwelijks worden terugverdiend.
Tegenwoordig loopt het gebruik van de hoogdruk sterk terug door het toenemend belang van de offsetdruk, die, ook op kleinere machines, steeds meer economisch gebruik toelaat. Bij boeken en tijdschriften wordt het al lang niet meer gebruikt, behalve wanneer het om bibliofiele, vaak hobbyistische uitgaven gaat. Daarbij moet worden aangetekend dat veel van deze "hobbyisten" met een "private-pers" over zeer veel oude vakkennis beschikken, en er zeer veel waardevol materiaal en kostbare machines door hen worden bewaard, gekoesterd en gebruikt. Oude machines en de vakkennis om die machines te gebruiken is een deel van onze cultuur.
Flexodruk (ook: anilinedruk) maakt gebruik van flexibele drukplaten van rubber of kunststof en werd oorspronkelijk vooral gebruikt voor verpakkingen.

## Vlakdruk/Offset

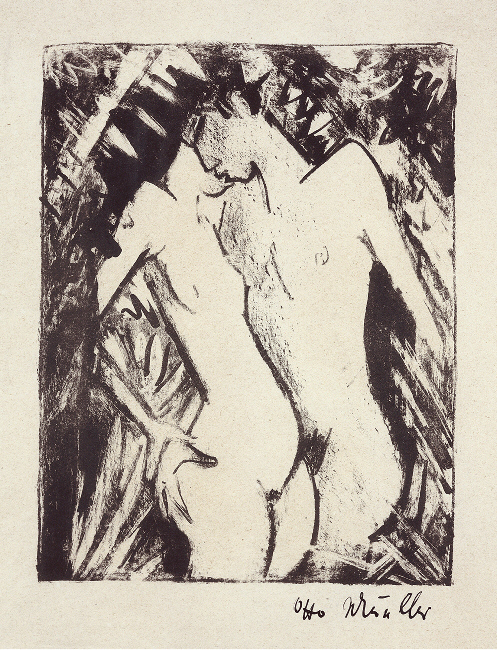
Otto Mueller: Stehendes Liebespaar, c. 1919 (litho)

Bij vlakdruk wordt gebruikgemaakt van de eigenschappen van vet en water die elkaar afstoten. Het af te drukken beeld heeft een zeer glad oppervlak en het niet af te drukken beeld een heel fijn ruw oppervlak (fijner dan het allerfijnste schuurpapier). Eerst wordt de drukplaat bevochtigd waarbij de heel gladde delen het water afstoten en de ruwere delen het water juist aantrekken. Daarna wordt de plaat geïnkt waarbij het water op de ruwere (niet drukkende delen) de vette inkt afstoot. Dan kan de afdruk tot stand gebracht worden.
De eerste tijd werd als drukplaat een speciale steensoort gebruikt, de Solnhofener kalksteen. De uitvinder van deze techniek was Alois Senefelder (Praag, 1772 - 26 februari 1834), die in 1818 zijn boek Volständiges Lehrbuch der Lithografie und des Steindrucks uitgaf. De stenen werden vlakgeschuurd, en daarna werd er met vette krijt een tekening op gemaakt. Daarna werd de steen met een zure oplossing van Arabische gom ingesmeerd. Dit moest soms enige malen worden herhaald, om te zorgen dat niet drukkende delen in voldoende mate water vasthielden om de verf te kunnen afstoten.
Een andere techniek was eerst de steen met zure gom te bewerken, en daarna heel oppervlakkig de zure laag weg te krabben, zodat de onbewerkte kalksteen weer vrij kwam. De steen wordt daarna eerst natgemaakt en daarna ingeïnkt. Het papier wordt daarna op de ingeïnkte steen gelegd, en met enige druk wordt het beeld op het papier overgebracht. Het beeld op de steen is spiegelverkeerd. Dit soort beelden is gemakkelijk te leren lezen, door het beeld op de kop te houden, en de tekst te lezen in de normale leesrichting.
Bij de offsetdruk wordt de drukplaat al dan niet om een grote cilinder heen gespannen die onder inktrollen en vochtrollen doordraait. Vervolgens wordt het beeld overgezet tegen een cilinder die bekleed is met een rubber doek en van daar af wordt de afdruk op het papier overgebracht. Onder dat papier bevindt zich een tegendrukcilinder die zorgt voor de nodige drukspanning. Er zijn ook steendruk-offset-drukpersen geconstrueerd, waarbij het beeld op de steen werd aangebracht, en daarna op een met rubber beklede cilinder werd overgenomen, waarna het beeld vanaf het rubber op het papier werd overgebracht. Bij offset is het beeld op de plaat normaal leesbaar, en niet spiegelverkeerd. Het beeld op het rubber doek is wel spiegelverkeerd. Offset(overzetten)-vlakdruk is in tegenstelling tot de andere klassieke druktechnieken een indirecte druk.
Tegenwoordig zijn de meeste drukmachines meerkleurenpersen. Dat wil zeggen dat de pers uit een aantal elementen (druktorens) is samengesteld. De pers wordt daardoor aanzienlijk duurder en neemt heel wat extra ruimte in beslag. Desondanks wegen de voordelen veel zwaarder door. Vierkleurendrukwerk kan in één enkele drukgang op papier worden gezet, wat de productiesnelheid en kwaliteit ten goede komt.

## Diepdruk
Bij diepdruk is het drukbeeld, zoals de naam al zegt, verdiept aangebracht. De inkt bevindt zich in zogenaamde napjes. Nadat de hele drukvormcilinder is voorzien van een inktlaag wordt deze met een dunne stalen liniaal (de rakel) afgestreken zodat alleen de inkt in de verdiepte napjes blijft zitten. Vervolgens wordt de afdruk tot stand gebracht. Dit gebeurt door het substraat tussen de vorm-cilinder en een tegendruk-cilinder te halen. Bij het drukken op papier kan gebruikgemaakt worden van elektrostatische druk-ondersteuning. De hierbij gebruikte inkt is zeer vloeibaar, en bevat veel vluchtige oplosmiddelen.
De huidige generatie diepdruk-machines kunnen worden uitgerust met keer-stangen om tweezijdig te kunnen bedrukken, UV aflak-stations, infrarooddroging, conventionele droging voor solvent of waterbasis en servomotoren zodat bij het (bijvoorbeeld) aflakken een afwijkende omvang van vorm-cilinder gebruikt kan worden.
Het graveren van een cilinder is een duur proces. De koperen bekleding van de vorm-cilinder gaat verloren na het drukken. Dit betekent dat na ieder drukwerk de cilinder opnieuw bekleed en opnieuw gegraveerd moet worden. Fotografische methoden voor het aanbrengen van de drukvorm op de cilinder zijn veel gebruikelijker. Daarvoor is nodig: een gerasterd fotografisch diapositief, pigment-papier en ultraviolette lampen. Pigment-papier is papier met daarop een laag gelatine, die ammonium-bichromaat bevat. De gelatine in het pigment-papier wordt "gelooid", dat wil zeggen onoplosbaar als het door de lampen wordt belicht. Er ontstaat een negatief in het pigment-papier. Eerst wordt het raster in de gelatine-laag gekopieerd, met een tweede belichting wordt het beeld aangebracht. Na de belichting wordt de gelatine-laag op de cilinder overgedragen, en uitgewassen. Hierna wordt de cilinder behandeld met een oplossing van ferri-chloride, wat het koper oplost, op die plaatsen, waar de gelatine dunner is, ontstaat een dieper napje, dat later meer inkt zal bevatten tijdens het drukken. Na het etsen wordt de cilinder uitgespoeld en schoongemaakt, en eventueel verchroomd bij grote oplagen. Het etsen duurt ongeveer 15 tot 25 minuten, de maximale ets-diepte is circa 0,05 mm.
Een cilinder kan vele malen worden gebruikt, door er elektrolytisch een gemakkelijk te verwijderen koper-laag op aan te brengen. In die laag wordt dan het beeld aangebracht. Een dunne nikkellaag beschermt de cilinder, en maakt dat de beeldlaag snel van de cilinder kan worden verwijderd. Het voordeel van deze techniek is vooral de hoge oplages (1.000.000 exemplaren is geen probleem) en de grote kleurengamma.

## Doordruk
Bij doordruk wordt de inkt door de open delen van de drukvorm gedrukt.
Voorbeelden van deze techniek zijn:
- sjabloondruk
- zeefdruk
- stencildruk

De zeefdruk is eigenlijk niets anders dan een verbeterde sjabloontechniek zoals reeds eeuwen geleden werd toegepast in China en Japan, en elders ook wordt toegepast door huisschilders die regelmatig wederkerende motieven moeten schilderen. De zeefdruk werd in Europa bekend omstreeks 1930.
De drukvorm bij de zeefdruk bestaat uit een fijn nylon of polyester (vroeger: zijde) gaas, waarop een sjabloon is gehecht, dat gespannen is op een raam. Naar dit gaas wordt deze drukmethode ook silkscreenprinting (letterlijk: 'zijdezeefdrukken') genoemd. Een andere naam voor een artistieke zeefdruk is serigrafie. De mazen in het gaas die niet door het sjabloon zijn afgedekt, laten de inkt door. Het te bedrukken materiaal wordt onder het raam gelegd en de inkt door middel van een rubberen rakel over het gaas gestreken. De inkt wordt door middel van de rakel door de open mazen van het gaas op het te bedrukken materiaal geperst, waardoor de afbeelding tot stand komt.
Fotografische methodieken, bijvoorbeeld met bichromaat-gelatine, kunnen worden gebruikt om de zeef plaatselijk inkt-dicht te maken. Deze drukmethode komt ook sterk geautomatiseerd voor en men vindt heden halfautomatische zeefdrukmachines voor het bedrukken van de meest verschillende dragers zoals papier, hout, glas, blik, weefsels, kunststoffen en dergelijke. Ook uv-inkten hebben hun intrede gedaan in de zeefdruk. Pluspunt voor zeefdruk is dat de inktlaagdikte gestuurd kan worden waardoor het procedé zich uitstekend leent voor buiten toepassingen.

## Digitaal drukken
De term digitaal drukken wordt vaak gebruikt voor twee zeer verschillende technieken; het digitaal printen met een printer, bijv. een inkjetprinter, en het drukken op een drukpers waarbij de drukplaten direct digitaal op de pers worden vervaardigd.
Een belangrijk voordeel van digitaal printen boven conventioneel drukken is de mogelijkheid om per pagina variabele data toe te voegen. Het personaliseren van eenvoudige zwarte tekst in standaardbrieven en andere reclameteksten is niets nieuws. Digitale persen
bieden wel meer mogelijkheden omdat ook per pagina wisselende foto's of tekstblokken kunnen worden verwerkt en ze in full colour kunnen worden afgedrukt. Catalogi kunnen bijvoorbeeld op individuele wensen worden afgestemd, waardoor met minder pagina's kan worden volstaan.
Digitale printers bestaan al sinds de jaren zeventig, maar zijn vooral sinds eind jaren negentig sterk in opkomst als alternatief voor de traditionele druktechnieken. Los van de techniek is het grootste verschil met de traditionele druktechnieken dat de vaste kosten per drukwerkopdracht heel laag (bijna nul) zijn. Daarentegen zijn de variabele kosten per vel veel hoger dan bij traditioneel drukwerk. Als gevolg hiervan is digitaal drukken vooral in het voordeel bij kleine oplages en spoedklussen. De gemiddelde oplage van drukwerk is al sinds de jaren negentig aan het dalen. Ook de gewenste doorlooptijd van drukwerk wordt steeds korter, doordat opdrachtgevers dat eisen. Beide trends stimuleren het gebruik van digitaal drukwerk.
Digitale printers zijn in hoofdlijnen in drie technologieën te verdelen: Océ Copy Press, elektrofotografisch en inkjet.
Océ Copy Press is te vergelijken met het offsetprocedé. Toner wordt aangebracht op een rubberdoek en met een tegendrukrol op het papier overgebracht.
Elektrofotografische printers werken volgens hetzelfde principe als de bekende laserprinters, maar dan groter, sneller en betrouwbaarder. Dergelijke productieprinters worden vervaardigd door onder meer Océ, Kodak, Xerox, Agfa, Canon en Xeikon.
Professionele inkjetprinters werken globaal volgens hetzelfde principe als inkjetprinters voor consumenten. Vooral voor drukken op groot formaat (alternatief voor zeefdruk) is inkjet al jaren de dominante technologie. De belangrijke leveranciers zijn hierbij onder meer Océ, Mutoh, Vutek en Roland. Sinds enkele jaren is inkjet ook in opkomst als alternatief voor offsetdrukken. De nieuwste producten zijn qua snelheid al vergelijkbaar met sommige offsetpersen.

## Giclee
Een giclee is een afdruk met behulp van een inkjetprinter. Zij wordt vooral gebruikt om reproducties van kunstwerken te maken. De term giclee is afgeleid van het Franse werkwoord "gicler", dat stralen of vernevelen betekent. In deze druktechniek wordt gebruikgemaakt van ononderbroken inktstralen die verschillende kleurlagen op diverse materialen aanbrengen zoals kunststofplaten, schilderslinnen of hoogwaardige papier/kartonsoorten. Een piëzo-printkoptechnologie, waardoor de inkthoeveelheid en frequentie nauwkeurig kunnen worden gedoseerd. Met hoogwaardig gepigmenteerde inkten kan een kleurechtheid worden verkregen van 100 jaar of meer volgens de laatste onderzoeken. Voor het vervaardigen van een giclee moet het werk allereerst "gedigitaliseerd" worden. Dan is het ook mogelijk deze techniek te gebruiken voor werk dat op een beeldscherm wordt ontworpen en waarvan enkel een digitaal origineel bestaat, de zogenaamde digitale kunst. Indien een digitaal werk niet in oplage maar slechts eenmaal wordt afgedrukt spreken we van een monogiclee.